# Tycherus meridionator
Tycherus meridionator là một loài tò vò trong họ Ichneumonidae.